# مشروع داديالوس

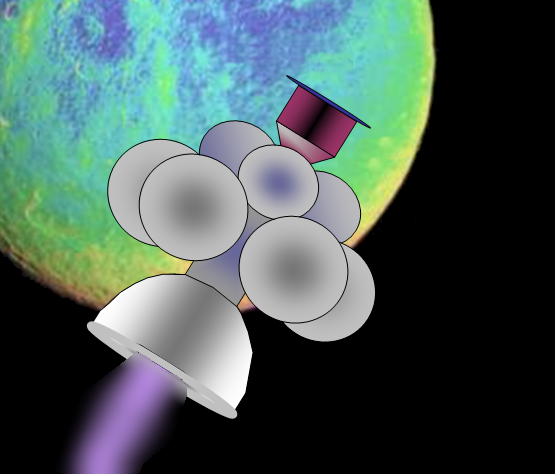
تصميم مشروع دايدالوس

مشروع دايدالوس هو عبارة عن دراسة أجريت بين عامي 1973 و1978 من قبل جمعية بين الكواكب البريطانية لتصميم مركبة فضائية بينية غير مأهولة معقولة. وقد حددت معايير التصميم التي تهدف أساسا إلى إجراء تحقيق علمي أن على المركبة الفضائية أن تستخدم التقنية القائمة أو القريبة منها وأن تكون قادرة على الوصول إلى وجهتها خلال فترة حياة الإنسان. قاد آلان بوند فريقًا من العلماء والمهندسين الذين اقترحوا استخدام صهر الاندماج للوصول إلى ستار بارنار على بعد 5.9 عامًا ضوئيًا. وقدر أن الرحلة تستغرق 50 عامًا ، ولكن كان التصميم مطلوبًا بدرجة كافية من المرونة بحيث يمكن إرساله إلى أي نجم مستهدف آخر.

## الفكرة
كان من المفترض بناء مركبة دايدالوس في مدار أرضي وله كتلة أولية تبلغ 54000 طن بما في ذلك 50000 طن من الوقود و 500 طن من الحمولة العلمية. كان دودالوس عبارة عن مركبة فضائية من مرحلتين. سوف تعمل المرحلة الأولى لمدة عامين ، مع أخذ المركبة الفضائية إلى 7.1 ٪ من سرعة الضوء وبعد ذلك تم التخلي عنها. في المرحلة الثانية ستطلق النار لمدة 1.8 سنة ، مما يجعل المركبة الفضائية تصل إلى حوالي 12 ٪ من سرعة الضوء قبل إغلاقها لمدة 46 سنة. نظرًا لمدى درجة الحرارة القصوى للعملية المطلوبة ، بدءًا من الصفر المطلق إلى 1600 كيلوبايت ، فإن أجراس المحرك وهيكل الدعم ستصنع من الموليبدينوم المصنوع من سبائك مع التيتانيوم والزركونيوم والكربون ، والذي يحتفظ بالقوة حتى في درجات الحرارة المنخفضة. ومن الحوافز الرئيسية للمشروع مفهوم محرك الاندماج الاندماجي.